# 赫亨堡山
47°10′12″N 12°43′23″E / 47.169925°N 12.722919°E

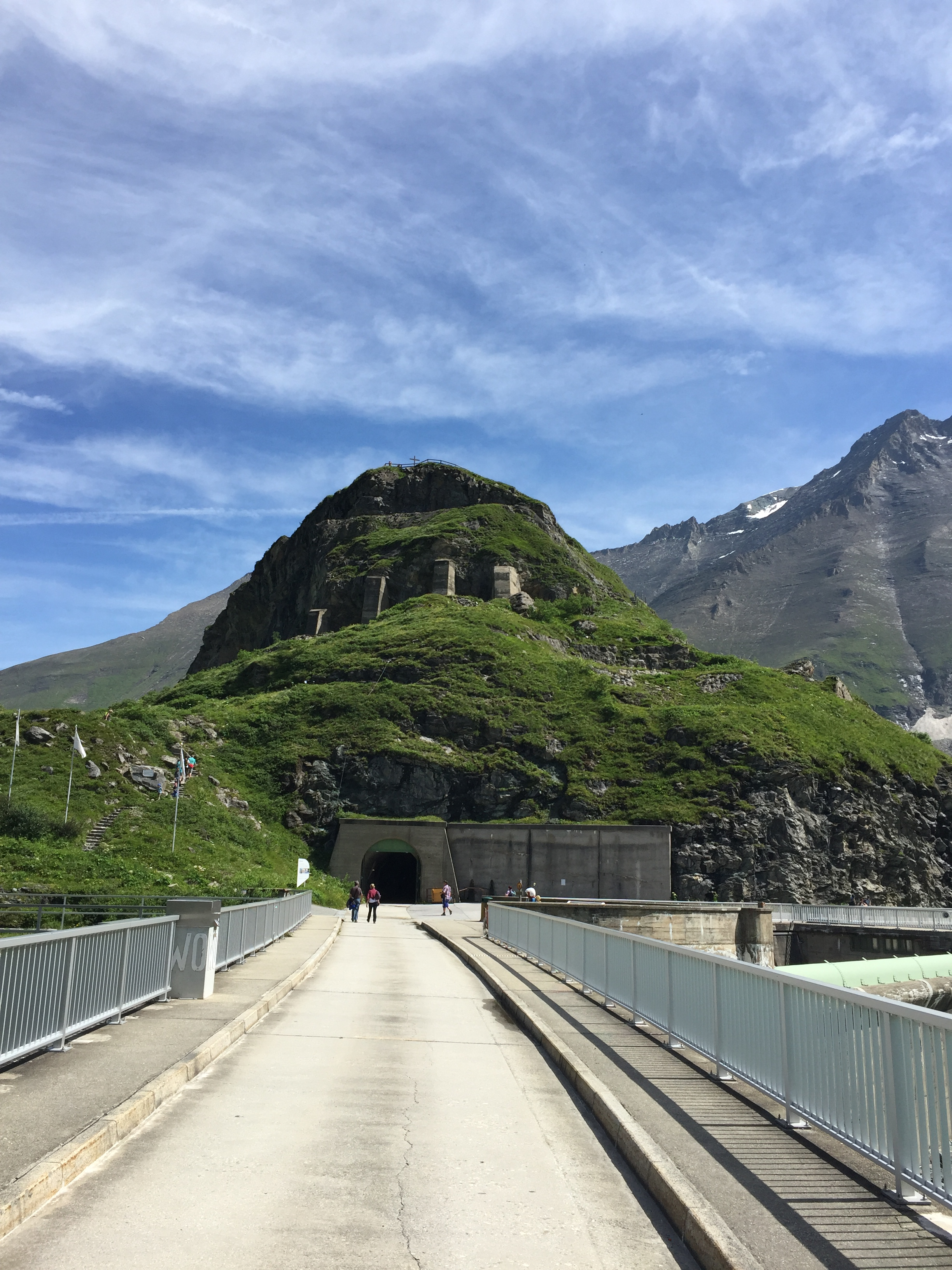

赫亨堡山（德語：Höhenburg），是奧地利的山峰，位於該國中部，由薩爾茨堡州負責管轄，屬於格洛克納山脈的一部分，海拔高度2,108米，每年平均降雨量2,073毫米。